# Антонівський міст
Анто́нівський (Херсонський) автомобільний міст — міст через Дніпро, що з'єднує Антонівку із лівобережжям (Дачі). Загальна протяжність мосту складає 1366 м, ширина — 25 м, ширина проїзної частини — 20,5 м, пішохідні тротуари з двох сторін — по 1,5 метри. Міст стоїть на 31 опорі та складається з 30 прогінних з'єднань. До російського вторгнення 2022 року по мосту проїжджало 10,5 тис. автомобілів за добу[джерело?].

## Історія
На початку 1977 року на правому березі Дніпра завершили розвідувальні роботи. На зміну розвідникам прийшли будівельники — колектив мостобудівників миколаївського загону № 73 мостобудівного тресту № 1.[джерело?] У травні 1977 почали спорудження мосту. У 1985 році міст побудували та 24 грудня здали в експлуатацію. Відстань між містом і південними районами лівобережжя зменшилася на 80-100 км. Вартість перевезення тонни вантажу зменшилася в п'ять разів.[джерело?]
Спочатку міст побудували з метою з'єднання Херсона з його містом-супутником Олешками (у часи окупації України СРСР міста планували об'єднати). Побудова мосту значно спростила комунікацію містян з іншими населеними пунктами: раніше вони користувалися баржами або баркасами, щоби переправитися на інший берег.
10 листопада 2023 року, до річниці визволення Херсонщини від окупантів Національний банк відкарбував монету "Антонівський міст" - номіналом 10 грн.. Вона присвячена найбільш згадуваному в часи війни мосту в Україні – одній з трьох ключових переправ через Дніпро в Херсонській області. Тираж монети становить 10 млн штук.

### Російсько-українська війна
24 лютого 2022 о 11:30 біля Антонівського мосту було висаджено російський десант з гелікоптерів, та без жодного пострілу взято під контроль міст. 

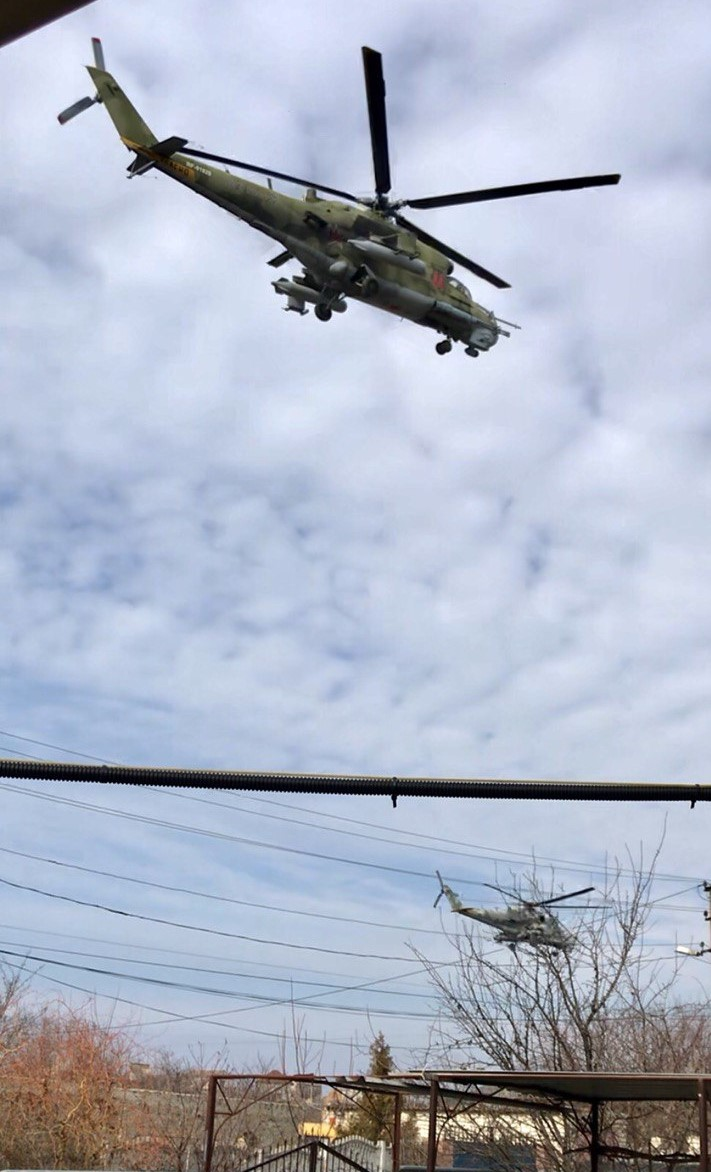
Російський десант. Антонівка (Антонівський міст) 24.02.2024 року

 О 16:30 розпочався бій за повернення контролю над мостом. 20:00 танковій групі Пальченка вдалося вибити десантників РФ і повернути міст під контроль ЗСУ, завдяки чому в ніч з 24 на 25 лютого вдалося вийти частинам 59 ОМПБр які опинились в оточені на лівому березі Дніпра
25 лютого  року, в ході російсько-української війни, російські окупанти взяли міст під контроль але входити в Херсон не наважились, а продовжили наступ у напрямку Миколаїв, Одеса. .
13 липня Херсонська ОВА повідомила, що окупанти споруджують фортифікаційні споруди біля мосту.
Антонівський автомобільний міст поруч з однойменним залізничним мостом та розташованою за півсотні км на схід греблею Каховської ГЕС є єдиними переправами через Дніпро у Херсонській області. Під час окупації Херсонщини росіянами через ці об'єкти відбувається постачання частин російської армії, які утримують плацдарм на правобережжі області, а відтак їм надається стратегічне значення. Водночас для українських збройних сил руйнування Антонівського мосту відрізає частини росіян на Правобережжі.
19 липня, задля відсічі постачання ворожих військ, ЗСУ випустили 12 ракет з M142 HIMARS, близько 8 з них влучили по Антонівському мосту, а частину перехопила російська ППО, завдано удару по російському блокпосту з військовими та зброєю в районі мосту Міст було пошкоджено. На проїжджій частині є вирви від вибухів. Російські окупанти, після удару ЗСУ по Антонівському мосту, вирішили побудувати понтонну переправу і почали обстеження кількох ділянок Дніпра. За повідомленням першого заступника голови Херсонської обласної ради Юрія Соболевського, окупанти не мають можливості знайти проєктну документацію Антонівського моста в московських архівах, у зв'язку з чим в них не виходить підготувати план відновлювальних робіт якнайшвидше.
26 липня місцеві жителі повідомили в Telegram-каналах про вибухи, що лунали в районі Антонівського мосту або на місці, де окупанти зберігали свою техніку. Були також повідомлення про те, що Антонівській міст зруйновано. Наступного дня речниця Оперативного командування «Південь» Наталя Гуменюк підтвердила, що ЗСУ завдали ракетного удару по мосту, а перший заступник голови Херсонської обласної ради Юрій Соболевський повідомив, що міст зазнав суттєвих пошкоджень і відновлювальні роботи заберуть багато часу. Голова Херсонської ОВА Дмитро Бутрій пояснив, що після ударів міст не було зруйновано, але пересування по ньому стало неможливим. Окрім Антонівського мосту пошкодили і залізничний міст трохи вище за течією Дніпра.
Про плани запустити поромне сполучення зранку, 27 липня 2022 року, заявив самопроголошений «заступник голови ВЦА» окупованої Херсонщини Кирило Стремоусов, а ближче до вечора стало відомо, що переправа вже функціонує, проте абияк. Біля пошкодженого і поки що закритого для проїзду Антонівського мосту окупанти запустили платну поромну переправу через Дніпро, встановивши плату з місцевих по 250 грн за поїздку, хоча окупаційна влада заявляла, що користуватися ними можна буде безкоштовно. Крім легкового транспорту переправою користуються також російські окупанти, переправляючи свою військову техніку.
Ймовірно, що для поромної переправи якимось чином окупанти просто вкрали у місцевої громади річковий транспорт, в тім єдина діюча в Україні була поромна переправа через Дніпро, що поєднувала у 2021 році Нікополь (Дніпропетровська область) та Кам'янку-Дніпровську (Запорізька область), яка перебуває під тимчасовою російською окупацією, при тому Нікополь контрольований українською владою. Також повідомляється, що поряд із зруйнованим мостом окупанти встановили понтонну переправу, а річкові судна захоплюють, аби на них переправляти загарбників та вантажі на правий берег Дніпра до Херсона.
31 липня були поширені супутникові знімки обох Антонівських мостів, на яких візуально можливо розглянути, що вздовж мостів російські окупанти встановили низку кутникових відбивачів для захисту мостів, якими окупанти здійснювали логістику військової техніки та боєприпасів.
2 серпня стало відомо, що російські окупанти намагалися відновити міст, просто накриваючи плитами пошкоджені ділянки.

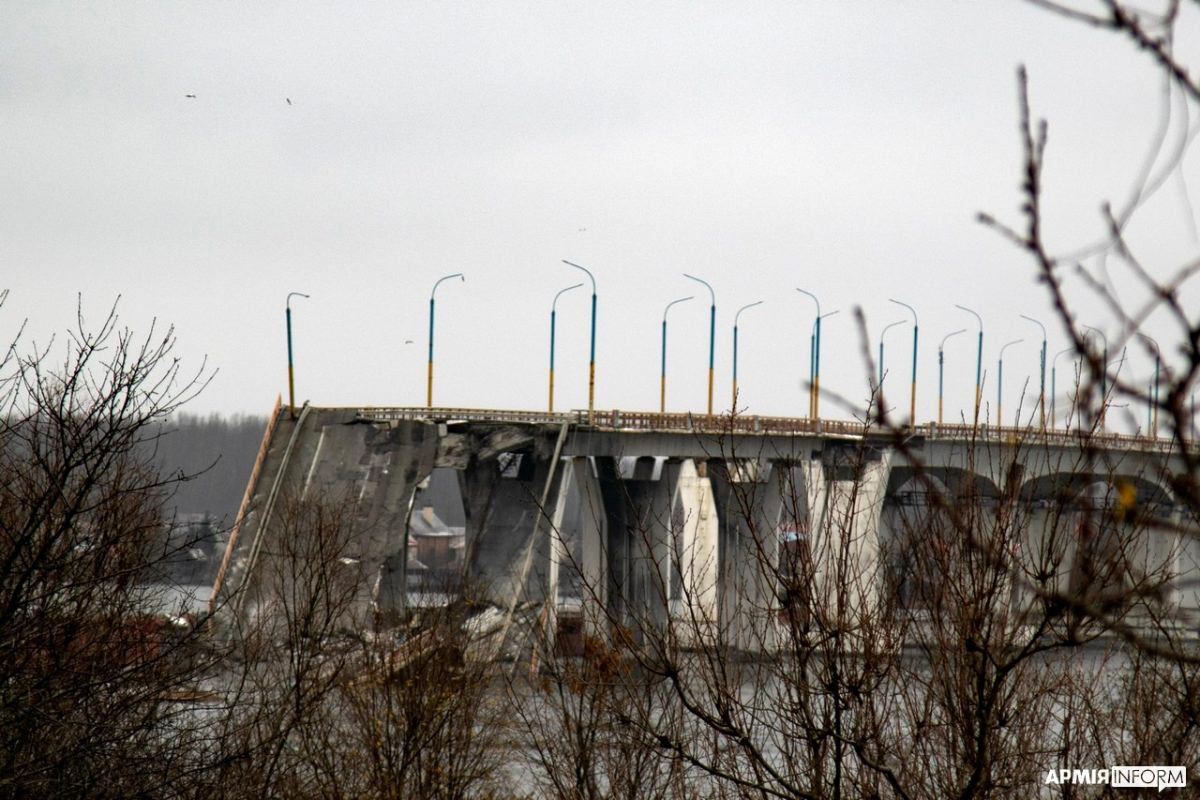
Рештки моста в грудні 2022 року

14 серпня рано вранці (вночі) Сили оборони України завдали чергових ударів по мосту аби «остаточно закріпити його статус як непроїзного». В соціальних мережах було поширене відео ударів по мосту, з якого випливає, що  російська ППО нездатна перехоплювати реактивні снаряди GMLRS.
10 листопада ввечері російські окупанти під час втечі з правого берега Дніпра підірвали міст, знищивши кілька прогонів.